# Мамедли (Апшеронский район)
Мамедли (азерб. Məhəmmədi ) — село в Мамедлинском административно-территориальном округе Апшеронского района Азербайджана.

## География
Село находится на высоте 29 метров над уровнем моря, в 17 км от райцентра Хырдалан и в 21 км от Баку. Ближайшая железнодорожная станция — Кишлы.

## Этимология
Название происходит от рода племени Муганлы, которые основали в этой местности кишлак.

## История
Магомедлы как и некоторые другие селения Апшерона, образовалось вокруг крепости-замка. С течением времени поселение расширялось за счёт поселенцев из других мест Азербайджана, ими были образованы отдельные мэхэллэ: Карадаглы (из Ахара) Южный Азербайджан (Иран), Гэдимэдили, Шахсеван (Мугань), Эннедили, Тат. 
По материалам посемейных списков на 1886 год население села численностью 997 человек являлось татами, по вероисповеданию — мусульмане-шииты.
Село Магомедлы в 1913 году согласно административно-территориальному делению Бакинской губернии относилось к Магомедлинскому сельскому обществу Бакинского уезда.
В 1926 году согласно административно-территориальному делению Азербайджанской ССР село относилось к дайре Кала-Маштаги Бакинского уезда.
После реформы административного деления и упразднения уездов в 1929 году населенный пункт передан Магомедлинскому сельскому совету Кировского районного совета Бакинского городского совета Азербайджанской ССР.
Согласно административному делению 1961 года село Магомедлы входило в Магомедлинский сельсовет Ленинского района города Баку Азербайджанской ССР.
4 января 1963 года село передано в состав новообразованного Апшеронского района. Согласно административному делению 1977 года село входило в Магомедлинский сельсовет Апшеронского района.
В 1999 году в Азербайджане была проведена административная реформа и внутри Магомедлинского административно-территориального округа был учрежден Магомедлинский муниципалитет Апшеронского района.

## Население
| Численность населения | Численность населения | Численность населения | Численность населения | Численность населения |
| 1886                  | 1933                  | 1981                  | 1999                  | 2009                  |
| --------------------- | --------------------- | --------------------- | --------------------- | --------------------- |
| 997                   | ↘452                  | ↗1450                 | ↗2710                 | ↗5497                 |

Население преимущественно занимается животноводством, также занято в промышленности.

## Климат
| Показатель                    | Янв. | Фев. | Март | Апр. | Май  | Июнь | Июль | Авг. | Сен. | Окт. | Нояб. | Дек. | Год  |
| ----------------------------- | ---- | ---- | ---- | ---- | ---- | ---- | ---- | ---- | ---- | ---- | ----- | ---- | ---- |
| Средний суточный максимум, °C | 6,5  | 6,0  | 9,5  | 16,6 | 22,1 | 27,1 | 30,2 | 30,1 | 25,7 | 19,3 | 15,8  | 9,2  | 19,5 |
| Средняя температура, °C       | 3,9  | 3,5  | 6,4  | 12,5 | 17,8 | 22,8 | 25,9 | 25,9 | 22,0 | 15,9 | 13,0  | 6,5  | 14,7 |
| Средний суточный минимум, °C  | 1,4  | 1    | 3,4  | 8,4  | 13,6 | 18,6 | 21,6 | 21,8 | 18,3 | 12,5 | 10,2  | 3,8  | 9,9  |
| Норма осадков, мм             | 24   | 20   | 24   | 39   | 34   | 29   | 14   | 13   | 21   | 33   | 32    | 25   | 308  |

Среднегодовая температура воздуха в посёлке составляет +14,7 °C. В посёлке полупустынный климат.

## Инфраструктура
В советское время в селе располагались средняя школа, библиотека, киноустановка, детский сад, медицинский пункт.
В селе расположены завод ООО «Azqalfan-A», почтовое отделение, средняя школа, клуб, библиотека, врачебный пункт, мечеть.